# Justicia potarensis
Justicia potarensis är en akantusväxtart som först beskrevs av Cornelis Eliza Bertus Bremekamp, och fick sitt nu gällande namn av D.C. Wasshausen. Justicia potarensis ingår i släktet Justicia och familjen akantusväxter. Inga underarter finns listade i Catalogue of Life.